# Marianne Sophie Weikard
Marianne Sophie Weikard (* 1770; † 1823) war eine deutsche Schriftstellerin.

## Leben
Weikard war die Tochter des Arztes und Philosophen Melchior Adam Weikard. Von ihm erfuhr sie auch ihren ersten Unterricht.
Im Alter von ungefähr 30 Jahren heiratete sie den Kreisrat von Reitzenstein.
Weikards literarisches Werk orientierte sich weitgehend an der Tradition französischer Komödien, bzw. deren deutschen Bearbeitungen.

## Werke (Auswahl)
- Der gereiste Bräutigam (1791, nach Molière)
- Die Kriegslist. Lustspiel in einem Aufzug (1792)
- Das nächtliche Rendezvous (1791)
- Reue mildert Verbrechen (1792)
- Die seltene Beständigkeit. Lustspiel in zwei Aufzügen (1791, nach August von Kotzebues Menschenhass und Reue)
- Der Vergleich. Schauspiel (1791)